# Skalka (Ústí nad Labem)
Skalka je malé sídliště v Ústí nad Labem. Nachází se v městském obvodu Neštěmice, ve dvou katastrálních územích: Neštěmice (ulice Na Skalce, horní část, a částečně ulice Peškova) a Mojžíř (ulice Peškova a Picassova). Vzniklo v roce 1989, od roku 1995 je spojeno s centrem města trolejbusovou linkou č. 71 denně a č. 74 v pracovních dnech (přímý spoj do plaveckého bazénu Klíše). 